# Krod Mandoon i Gorejąca Klinga Ognia
Krod Mandoon i Gorejąca Klinga Ognia (ang. Kröd Mändoon and the Flaming Sword of Fire, 2009) – amerykańsko-brytyjski serial komediowy fantasy z gatunku magii i miecza nadawany przez stację Comedy Central od 9 kwietnia do 7 maja 2009. W Polsce premiera serialu odbyła się 27 czerwca 2011 roku na antenie Comedy Central Polska.

## Opis fabuły
Serial opowiada o losach bandy wojowników, którzy mężnie stawiają czoła siłom podłego kanclerza.

## Obsada
- Sean Maguire jako Kröd Mändoon
- Marcques Ray jako Bruce
- India de Beaufort jako Aneka
- Steven Speirs jako Loquasto
- Kevin Hart jako Zezelryck
- Matt Lucas jako Chancellor Dongalor
- Alex MacQueen jako Barnabus

## Spis odcinków
| Premiera odcinka | N/o | Angielski tytuł                 |  |
| ---------------- | --- | ------------------------------- |  |
|                  |     |                                 |  |
| SERIA PIERWSZA   |     |                                 |  |
|                  |     |                                 |  |
| 27.06.2011       | 01  | Wench Trouble                   |  |
|                  |     |                                 |  |
| 28.06.2011       | 02  | Golden Powers                   |  |
|                  |     |                                 |  |
| 29.06.2011       | 03  | Our Bounties Ourselves          |  |
|                  |     |                                 |  |
| 30.06.2011       | 04  | O Biclops, Where Art Thou?      |  |
|                  |     |                                 |  |
| 01.07.2011       | 05  | Succubi: The Dawn's Early Light |  |
|                  |     |                                 |  |
| 04.07.2011       | 06  | Thrilla In The Villa            |  |
|                  |     |                                 |  |